# Great Glen
Great Glen (česky Velké údolí) je série údolí ve skotské správní oblasti Highland. Nachází se mezi zálivy Moray Firth a Firth of Lorn a rozděluje tak Skotsko na dvě části. Na severu se nachází řídce osídlená Severozápadní vysočina, zatímco jižním směrem pokračuje Grampianské pohoří a ještě dále nížinatá krajina Lowlands. Všechna velká skotská města leží jižně od Great Glen. 
Údolí sledují horizontální tektonický zlom. Jižní a severní část se během prvohor a druhohor proti sobě posunuly asi o 100 kilometrů. Jeho počátky spadají do doby kaledonského vrásnění, kdy se dostaly do kolize litosférické desky Laurentie a Baltika. V okolí jsou i nadále zaznamenávány otřesy půdy, i když jen slabé. Poslední zemětřesení v Inverness bylo zachyceno v roce 1934.
Dnešní tvar údolí vymodeloval ledovec, takže se v něm nachází řada jezer - Loch Ness, Loch Oich, Loch Lochy a Loch Linnhe. Jednotlivá jezera byla na počátku 19. století propojena, takže vznikl Kaledonský kanál, spojující Severní moře na východě a Atlantský oceán na západě.

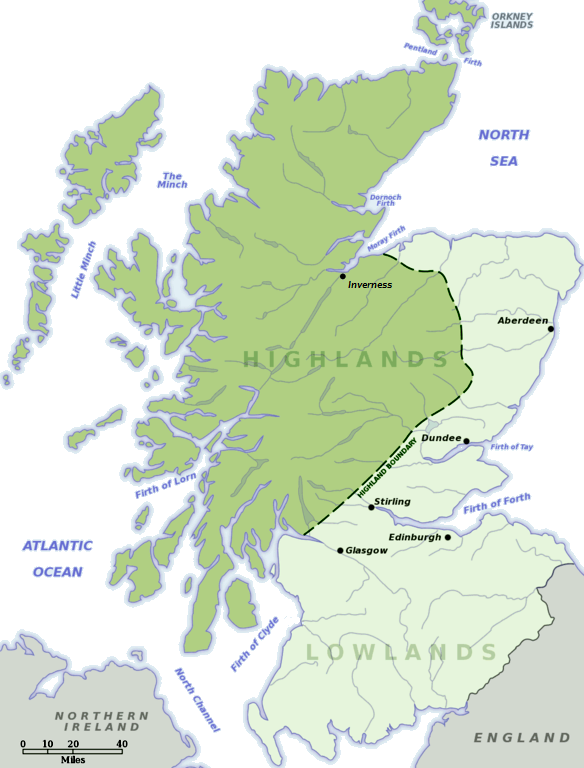
Mapa Skotska s rozdělením na Highlands a Lowlands
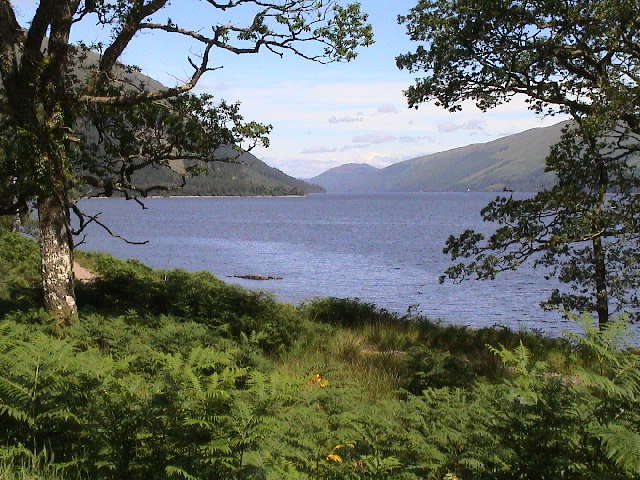
Pohled na údolí u jezera Loch Lochy